# Mont-le-Soie
Mont-le-Soie est un hameau de la commune belge de Vielsalm située en Région wallonne dans la province de Luxembourg. Avant la fusion des communes de 1977, il faisait partie de la commune de Grand-Halleux.
Isolé dans la forêt, Mont-le-Soie abrite une des deux bases d’activités du Centre européen du cheval mis en place depuis 2000 par la Région wallonne pour valoriser tout ce qui touche aux chevaux.